# Paul Heffernan
Joe Heffernan (County Wicklow, Irlanda, 29 de diciembre de 1981), futbolista irlandés. Juega de delantero y su actual equipo es el Kilmarnock FC de la Liga Premier de Escocia.

## Clubes
| Club                | País       | Año       |
| ------------------- | ---------- | --------- |
| Notts County        | Inglaterra | 1999-2004 |
| Bristol City        | Inglaterra | 2004-2005 |
| Doncaster Rovers    | Inglaterra | 2005-2009 |
| Oldham Athletic     | Inglaterra | 2009      |
| Doncaster Rovers    | Inglaterra | 2010      |
| Bristol Rovers      | Inglaterra | 2010      |
| Doncaster Rovers    | Inglaterra | 2010      |
| Sheffield Wednesday | Inglaterra | 2010-2011 |
| Kilmarnock FC       | Escocia    | 2011-     |

## Palmarés

### Campeonatos nacionales
| Título                     | Club             | País       | Año  |
| -------------------------- | ---------------- | ---------- | ---- |
| Football League Trophy     | Doncaster Rovers | Inglaterra | 2007 |
| Copa de la Liga de Escocia | Kilmarnock FC    | Escocia    | 2012 |